# Vše, co mohu dát, je chvála
Vše, co mohu dát, je chvála nebo také Vše, co mohu dát je česká duchovní píseň, jejíž autor je neznámý. Má jednu sloku a refrén, které se podle potřeby několikrát opakují. Při mši ji lze zpívat po přijímání. Je zařazena v modré Hosaně, kde má číslo 271.